# 麦草岳
麦草岳（むぎくさだけ）は、長野県木曽郡木曽町と上松町とにまたがる木曽山脈の標高2,733 m の山。

## 概要
木曽山脈の最高峰である木曽駒ヶ岳の1峰。山域は1951年（昭和26年）11月22日に中央アルプス県立自然公園（後の中央アルプス国定公園）の指定を受けている。山頂部には三等三角点（点名が「麦草頭」、標高2,721.26　m）が設置されている。山頂直下の北面にある巨石は「駒石」と呼ばれている。南東に続く木曽前岳との間には「牙岩」と呼ばれる尖った岩があり、牙岩から山頂にかけての南西側の斜面は大崩落している。中腹から上部にかえては針葉樹林に覆われた亜高山帯で、山頂部は高山帯でハイマツに覆われている。中粒花崗閃緑岩（木曽駒花崗岩）からなる。北面の2合目には木曽駒高原スキー場があったが、2004年4月に閉鎖。2023年より木曽駒冷水公園として営業している。

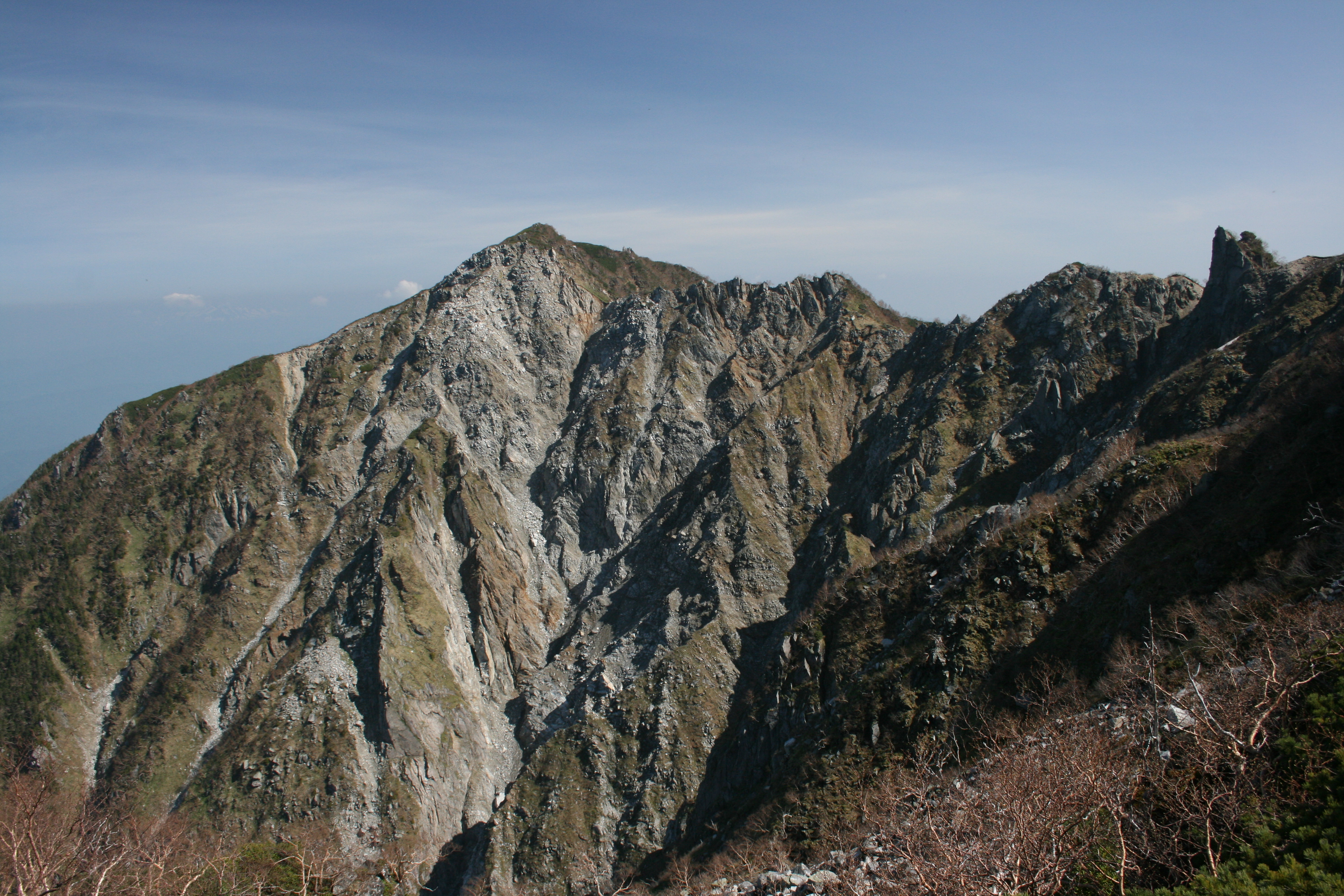
木曽前岳から望む牙岩から山頂にかけて崩落する南西側の斜面
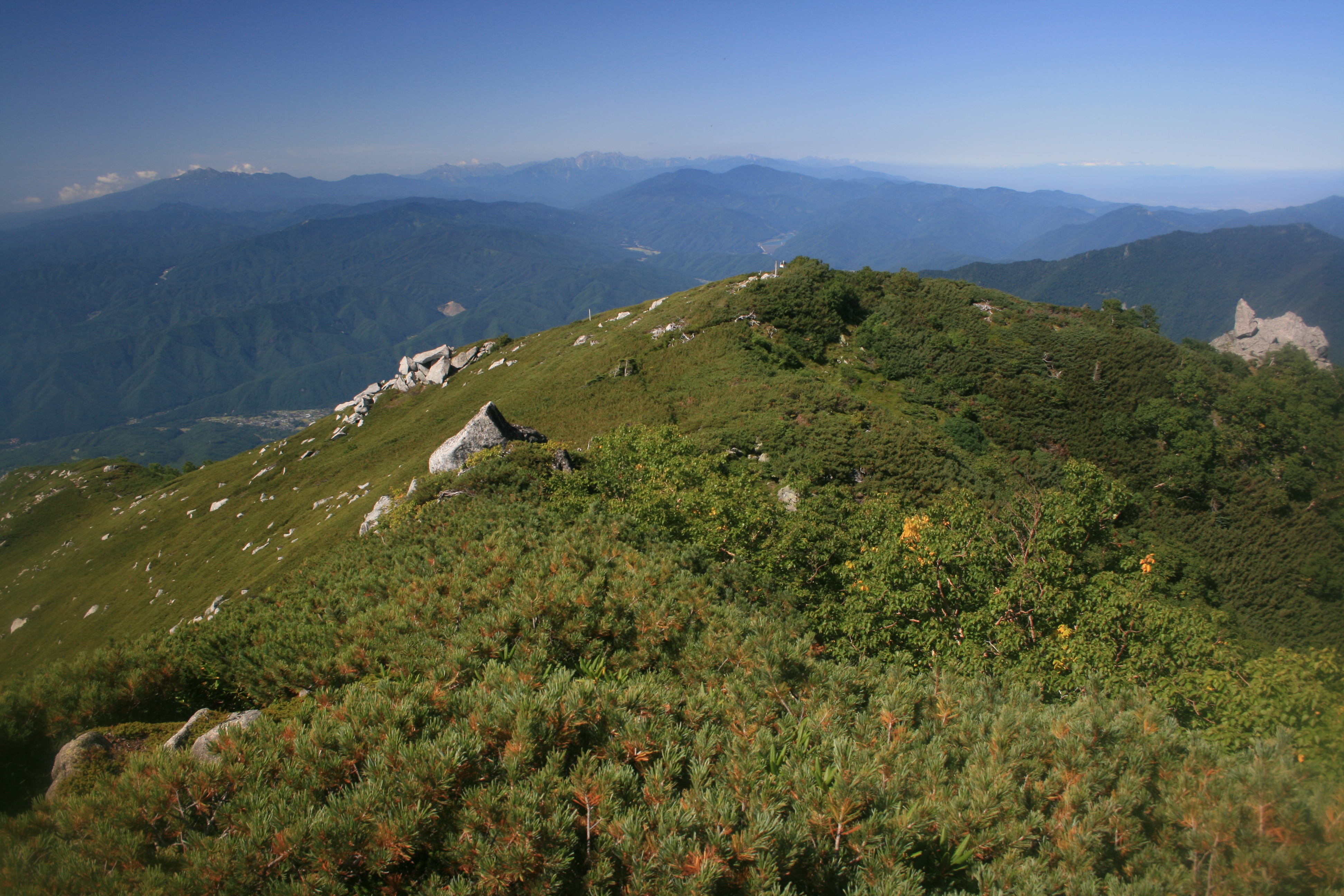
ハイマツに覆われている山頂部

## 登山

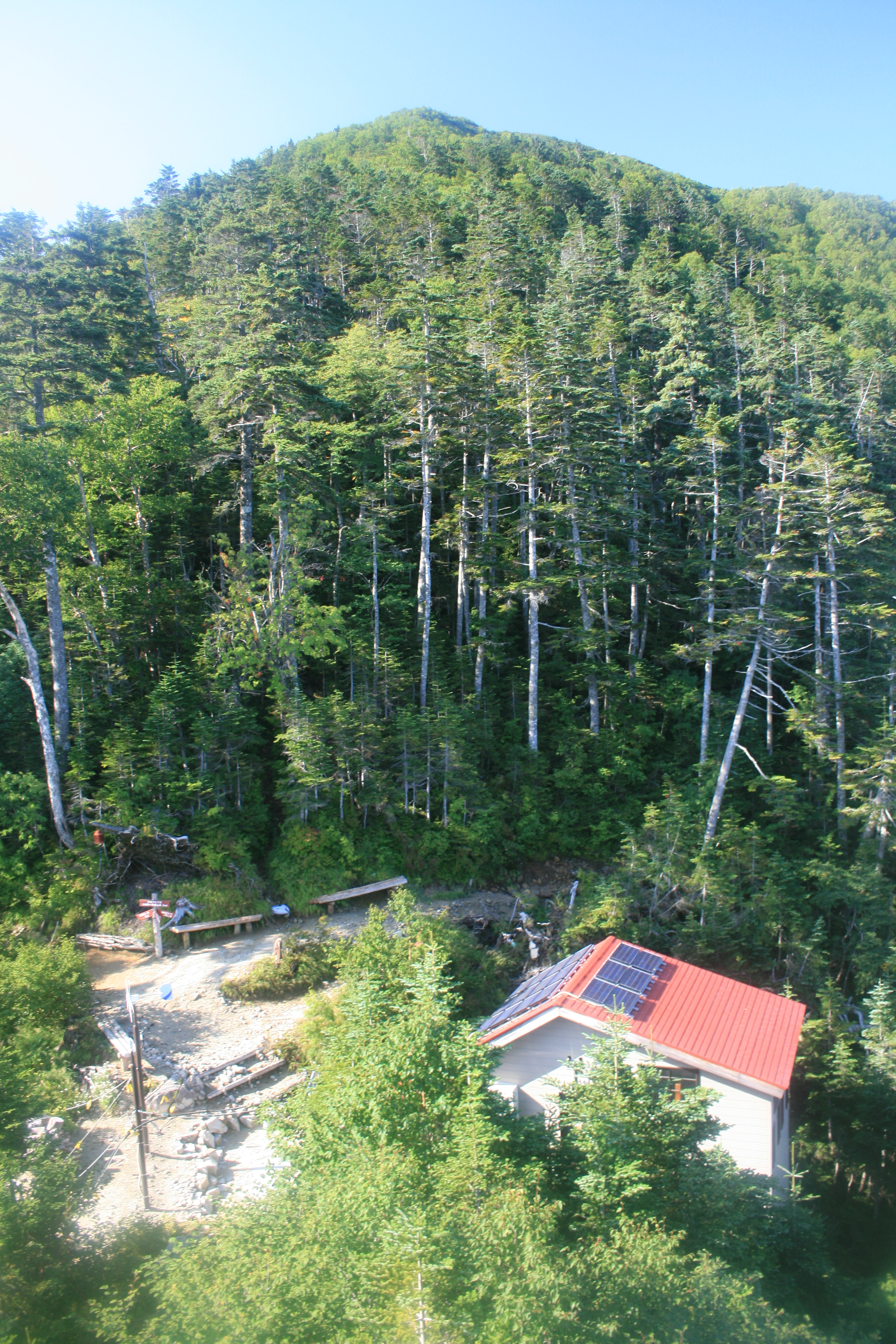
木曽駒ヶ岳7合目避難小屋と麦草岳の北面

登山の対象となる山で、以下の登山道が開設されている。
長野県登山安全条例（平成27年長野県条例第52号）第20条第1項の規定により、遭難の発生のおそれが高いと認められる山岳である「指定山岳」の1座で、2016年（平成28年）7月１日から指定登山道を通行しようとする時は、登山計画書の提出が義務付けられている。コガラ登山口とキビオ峠登山口からの登山道の合流部の7合目には山小屋（木曽駒ヶ岳7合目避難小屋）がある。麦草岳から木曽前岳への稜線部のルートは2018年の時点で、崩落等により通行禁止となっている。
- コガラ登山口- 木曽駒高原スキー場 - 幸ノ川渡渉点 - 4合目半力水 - 7合目避難小屋 - 麦草岳（7合目避難小屋までは木曽駒ヶ岳の福島Bコース）[8]
- キビオ峠登山口【廃道】 - 木曽見台 - 7合目避難小屋 - 麦草岳（7合目避難小屋までは木曽駒ヶ岳の福島Aコース[5]）[8]、登山口の広場には木曽谷をはさんで御嶽山などを見渡せるキビオ展望台があり[11]、下部には駒ノ湯がある[12]。（2025年3月10日廃道となった）
- 上松Bコース登山口 - 芦島高原 - 奇美世の滝 - 麦草岳[5][8]

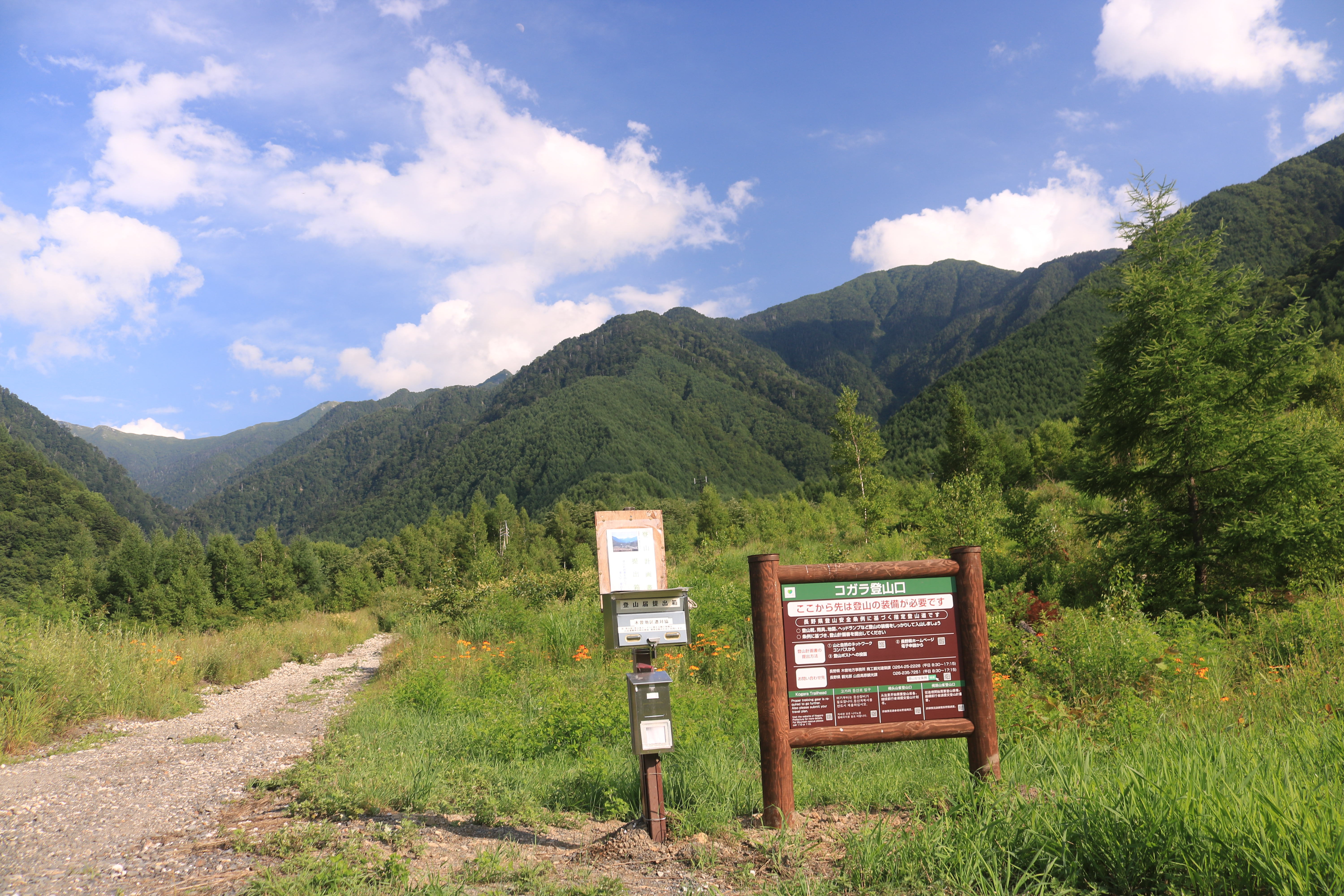
福島Bコースのコガラ登山口、中央奥に麦草岳
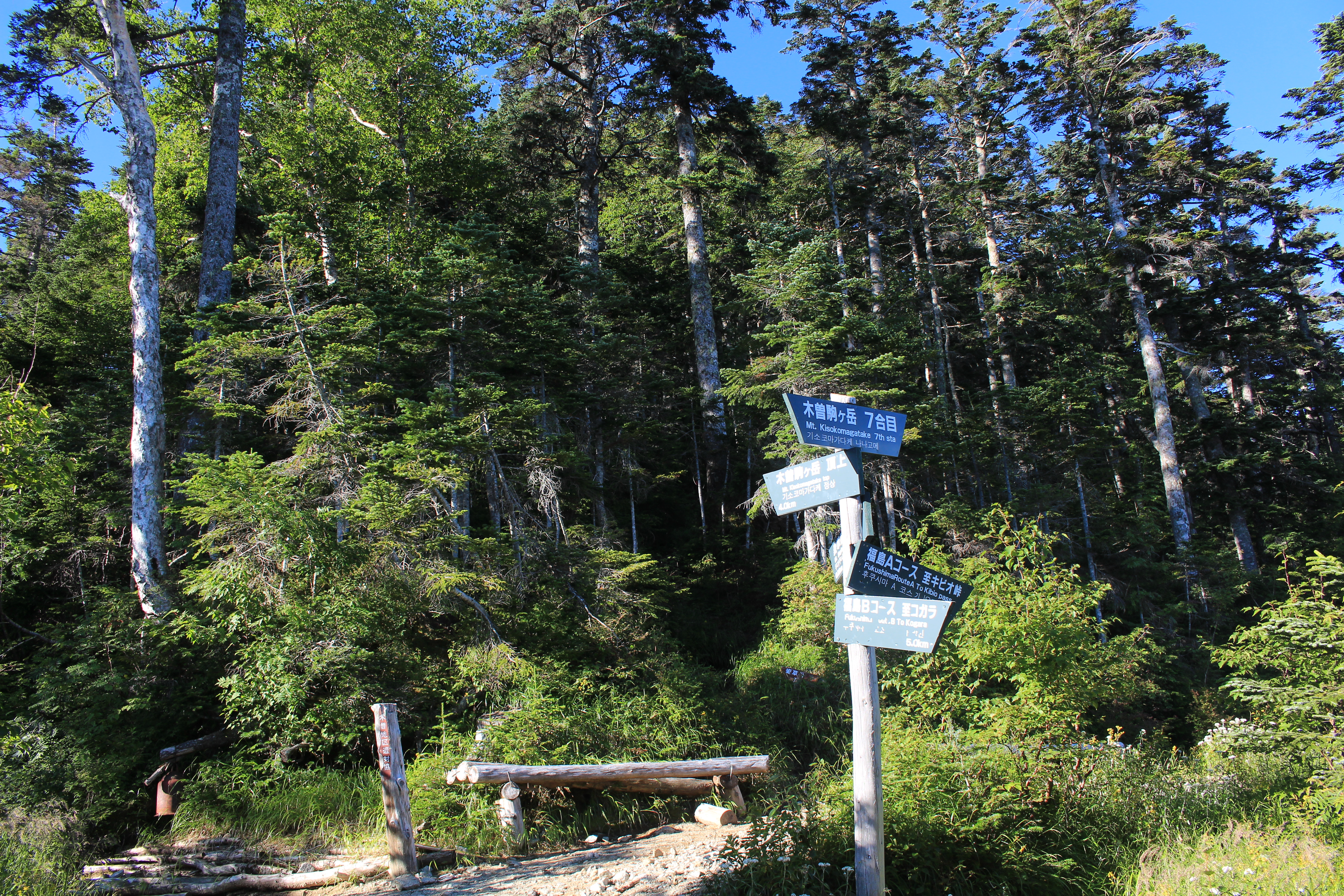
木曽駒ヶ岳7合目避難小屋裏の福島Aコース、福島Bコース、麦草岳登山道との分岐点
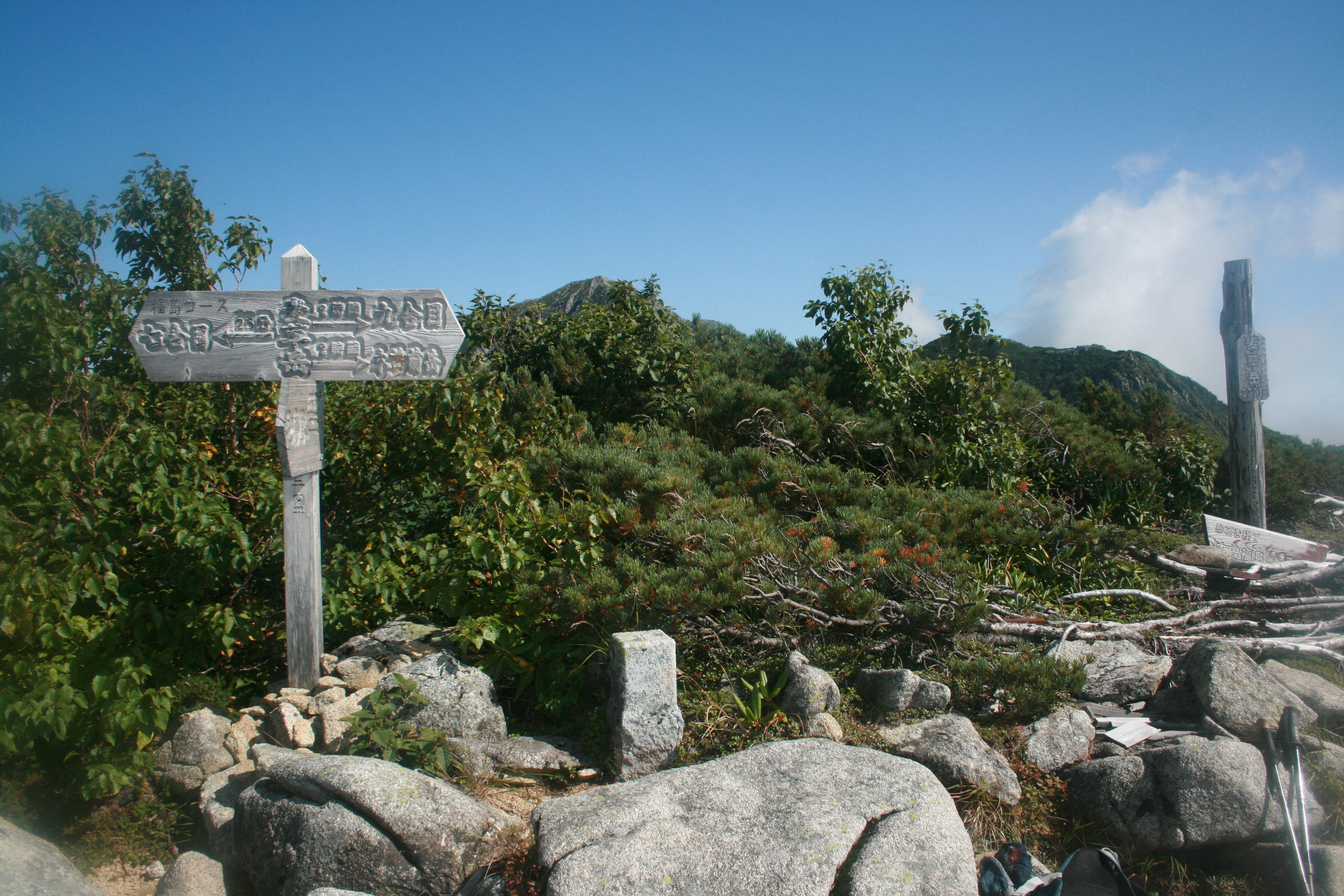
山頂部の三角点

## 地理
木曽山脈の北西部に位置する。木曽山脈の主稜線上にある木曽駒ヶ岳から北西に延びる尾根上にあるピーク。

### 周辺の山
木曽駒ヶ岳の西北西1.9 kmに位置する。周辺の主要な山を下表に示す。
| 山容 | 山名       | 標高(m)  | 三角点等級 基準点名              | 麦草岳からの 方角と距離(km) | 備考       |
| --- | ---------- | -------- | -------------------------------- | --------------------------- | ---------- |
| 麦草岳から望む御嶽山（2007年4月29日撮影）                                                                             | 御嶽山     | 3,067    | （一等） 「御岳山」 (3,063.61 m) | 西北西 29.6                 | 日本百名山 |
| 木曽駒ヶ岳の福島Bコース登山道7合目の展望台から望む御嶽山と赤林山（2014年9月22日撮影）                                 | 赤林山     | 2,177.85 | 三等 「岩小屋」                  | 北西 2.2                    |            |
| 木曽前岳から望む麦草岳（2002年8月3日撮影）                                                                            | 麦草岳     | 2,733    | （三等） 「麦草頭」 (2,721.26 m) | 0                           |            |
| 麦草岳から望む木曽前岳と左奥の木曽駒ヶ岳（2008年9月9日撮影）                                                          | 木曽前岳   | 2,826    |                                  | 南東 1.3                    |            |
| 麦草岳から望む木曽駒ヶ岳（2008年9月9日撮影）                                                                          | 木曽駒ヶ岳 | 2,956.14 | 一等 「信駒ヶ岳」                | 東南東 1.9                  | 日本百名山 |
| 西山麓の長野県木曽郡上松町から望む滑川（木曽川の支流）と木曽山脈の風越山、左奥に麦草岳と木曽前岳（2009年10月4日撮影） | 風越山     | 1,698.77 | 二等 「風越」                    | 南西 5.2                    | 信州百山   |

### 源流の河川
以下の木曽川の支流の源流となる山で、太平洋側の伊勢湾へ流れる。
- 幸ノ川 - 正沢川の支流
- 小野川 - 十王沢川の支流、山頂の北西1.7 kmの上流域に奇美世滝がある[1]。
- 北股沢 - 滑川の支流

### 交通・アクセス

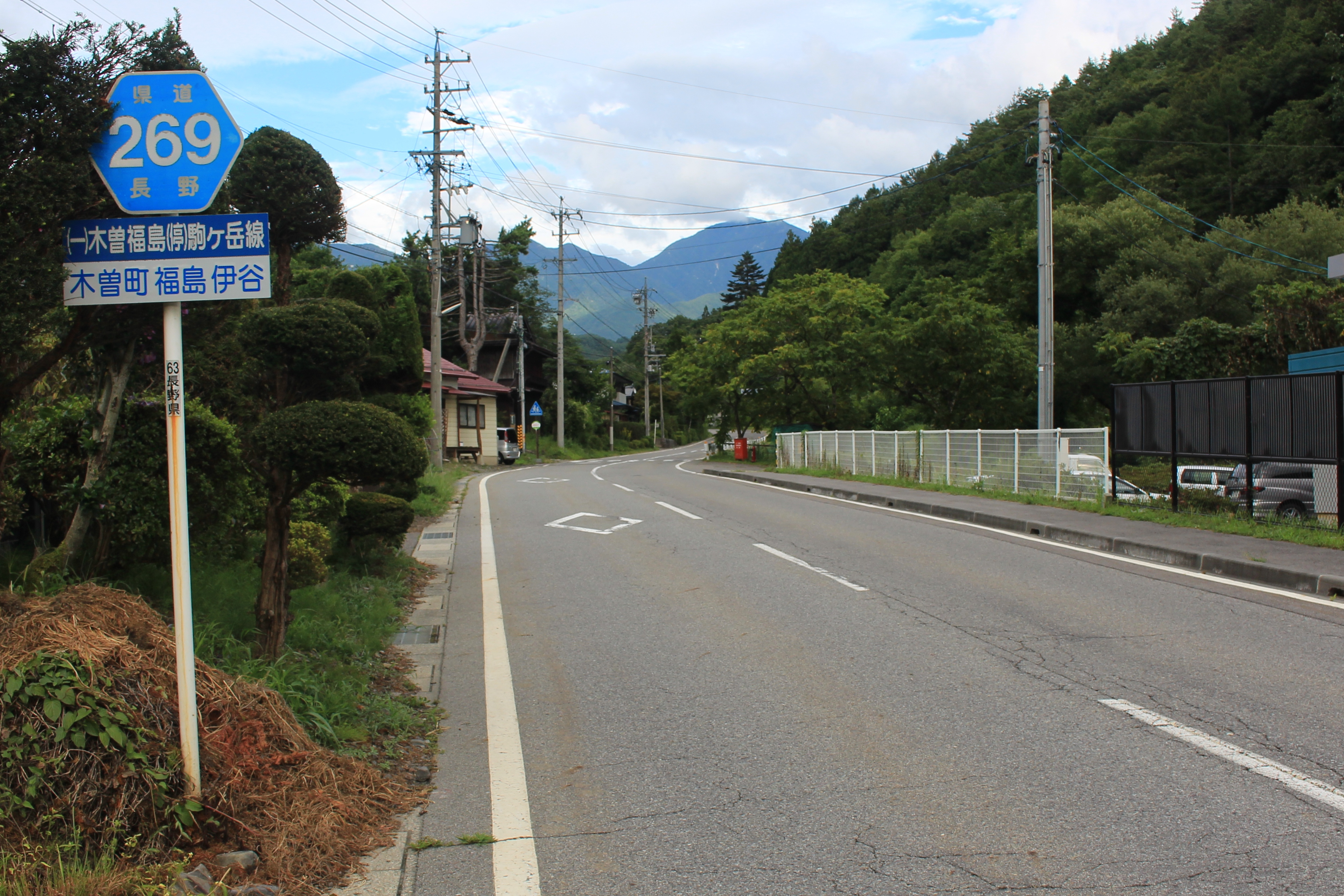
北西山麓を通る長野県道269号木曽福島停車場駒ヶ岳線、木曽町福島伊谷にて

西山麓の木曽川沿いに中央本線と国道19号が通る。北西山麓に長野県道269号木曽福島停車場駒ヶ岳線が通り、沿線に駒ノ湯がある。
- 東海旅客鉄道（JR東海）中央本線の上松駅の東8.5 kmに位置する[1]。
- 中央自動車道伊北インターチェンジの西南西16.1 km、中央自動車道中津川インターチェンジの北東44.9 kmに位置する[1]。

## 麦草岳の風景

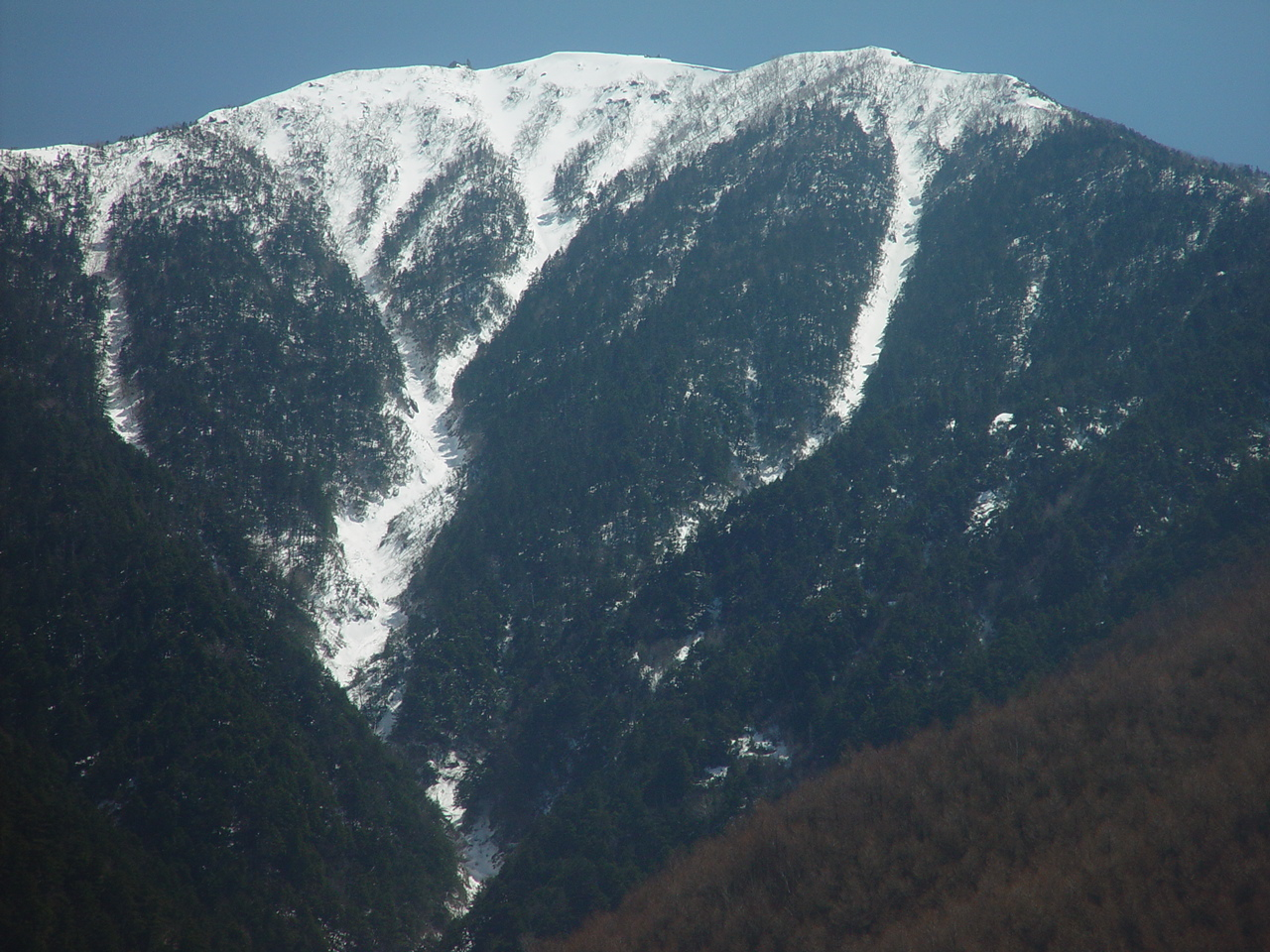
北側のコガラ登山口から望む麦草岳
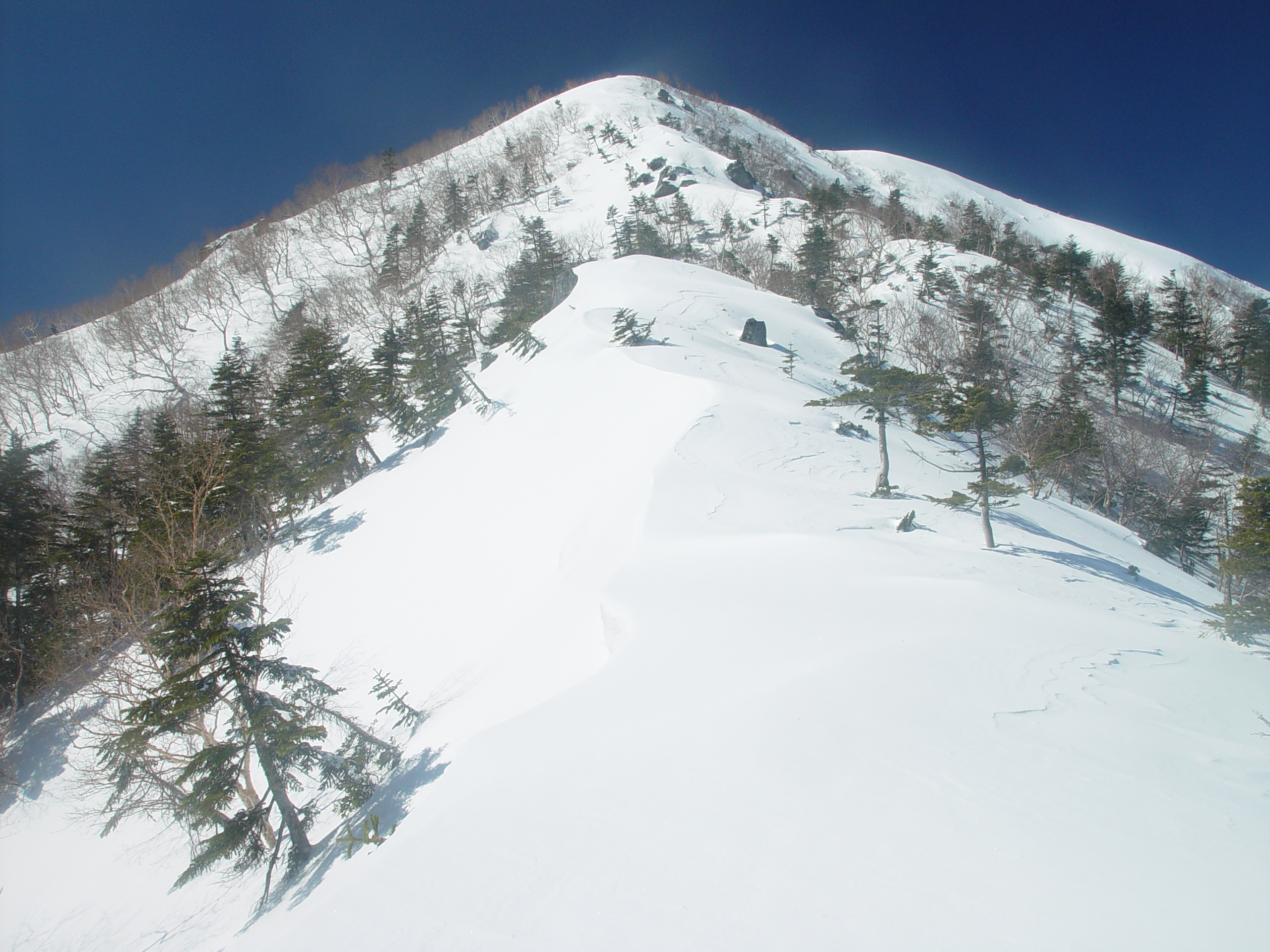
春の麦草岳上部の北面
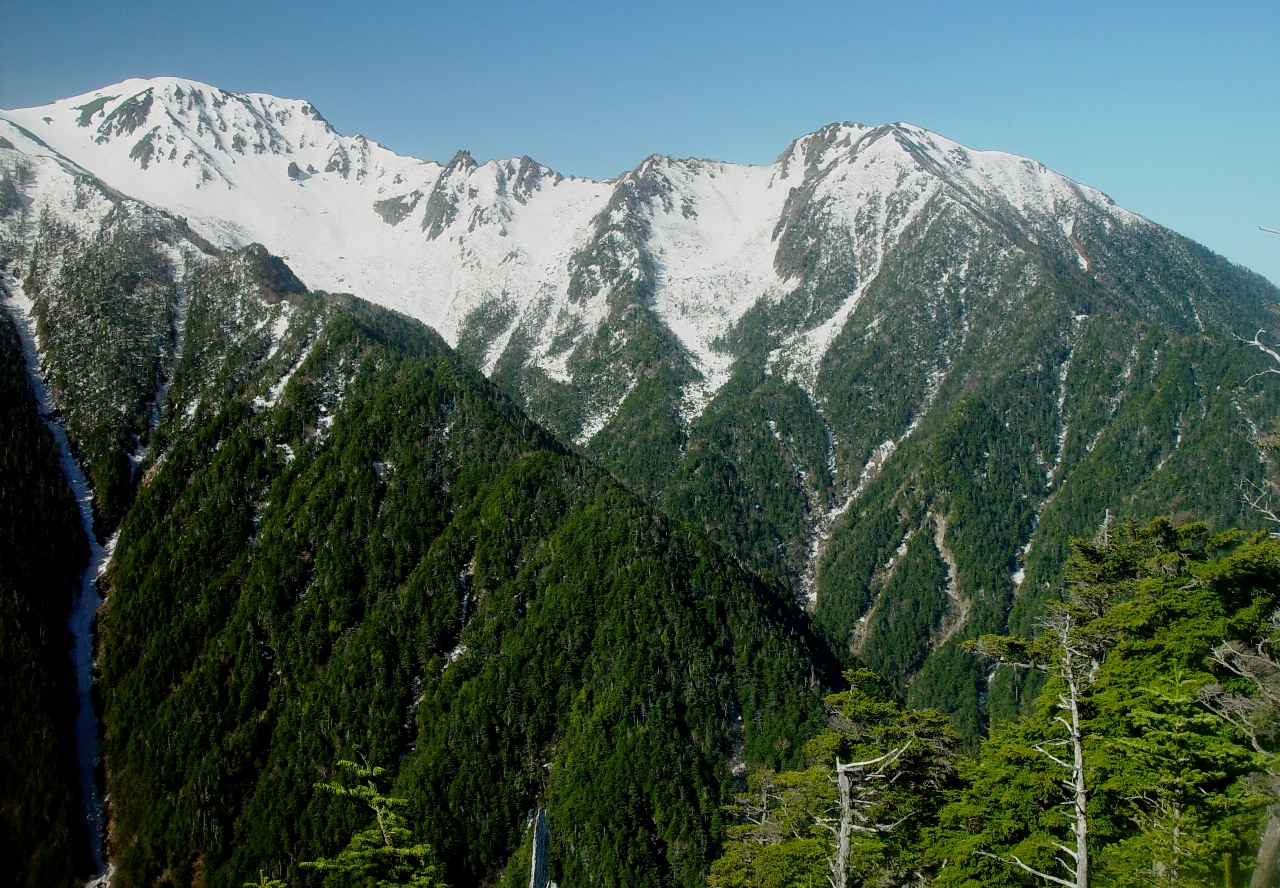
北東の茶臼山から望む木曽前岳（左）と麦草岳（右）
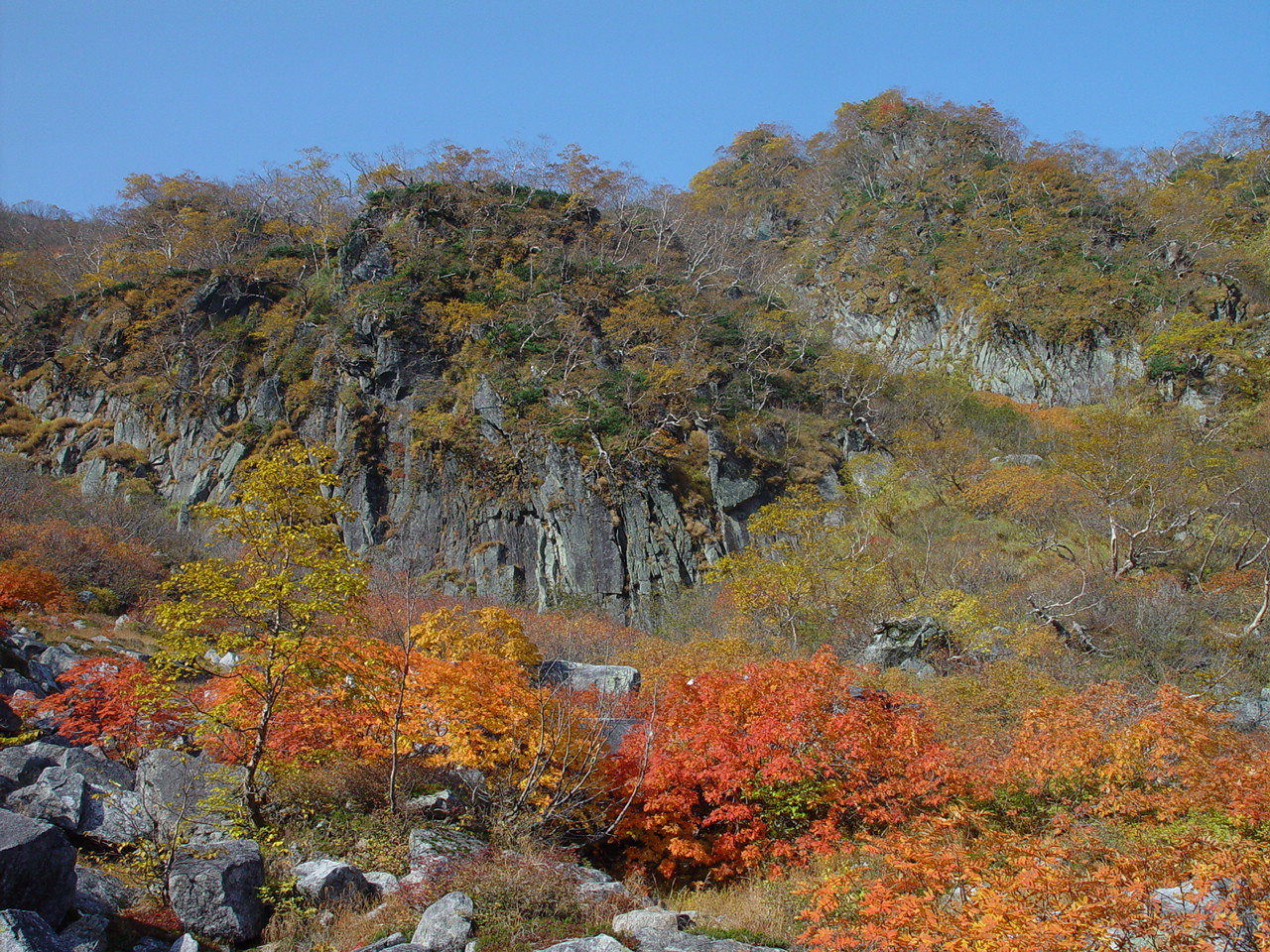
麦草岳の東面の紅葉
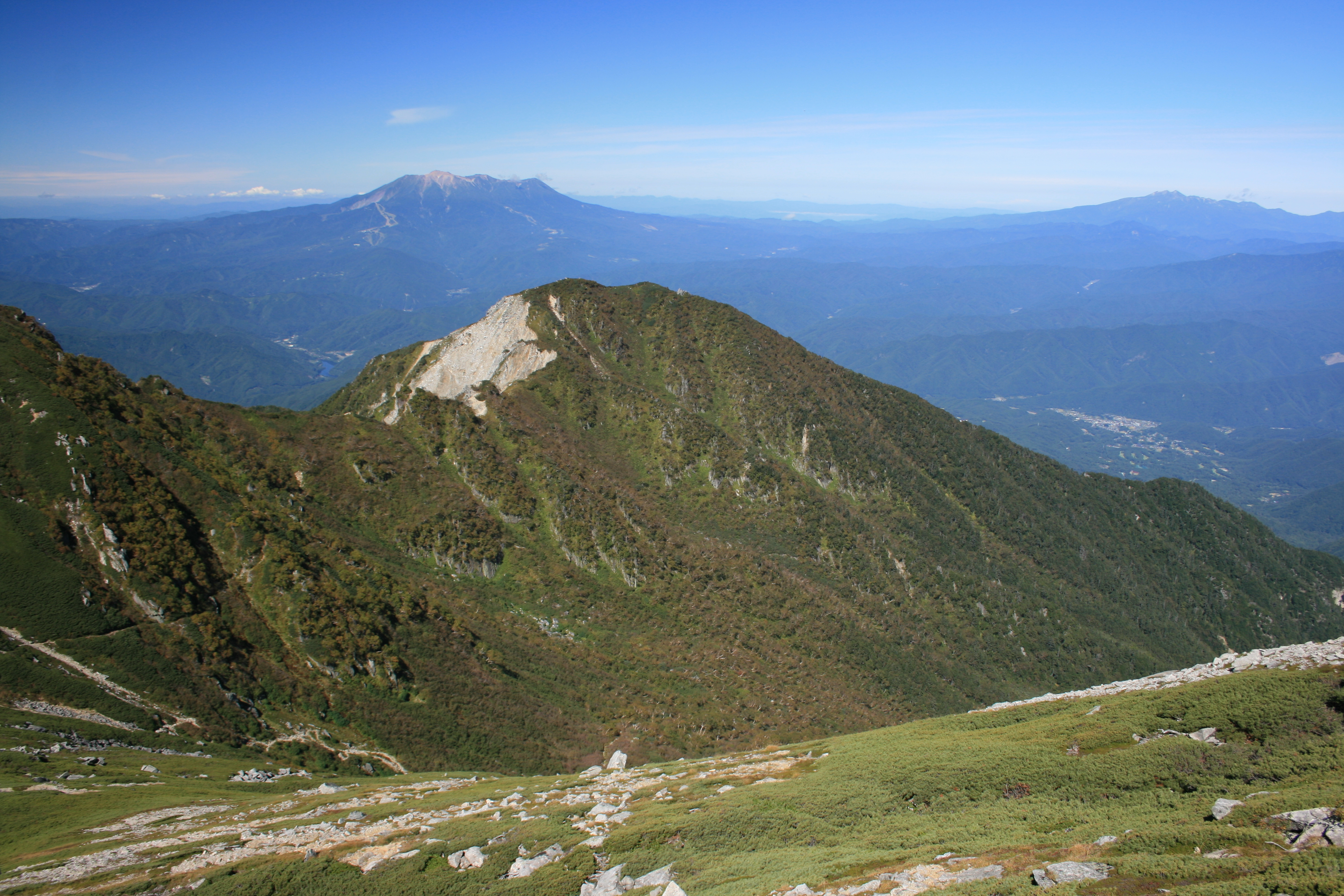
南東の木曽駒ヶ岳から望む麦草岳

## 麦草岳からの眺望
山頂からは、飛騨山脈、御嶽山や木曽山脈などの山並みを見渡すことができる。
 ウィキメディア・コモンズには、麦草岳から眺望に関するカテゴリがあります。

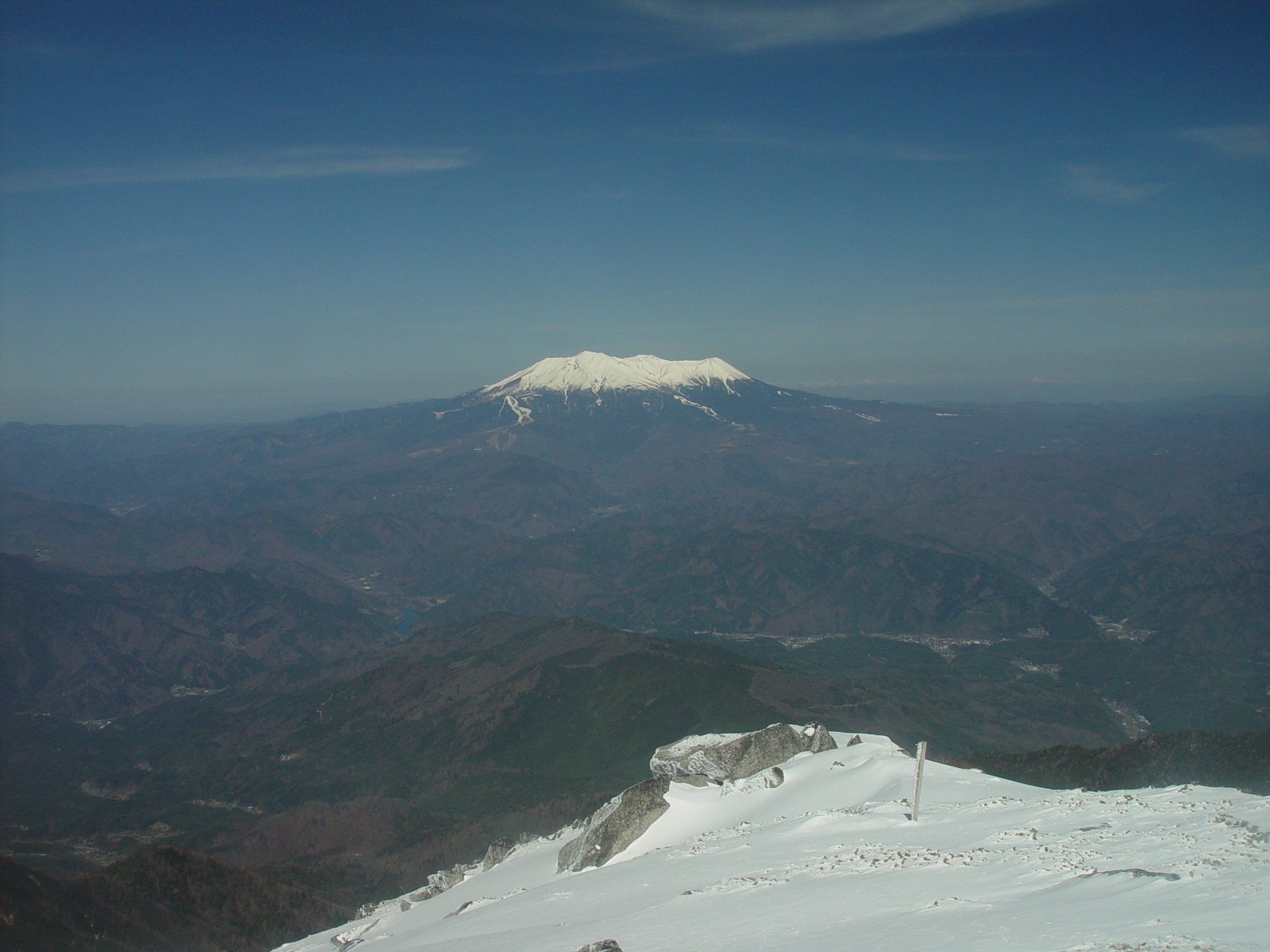
西方の御嶽山
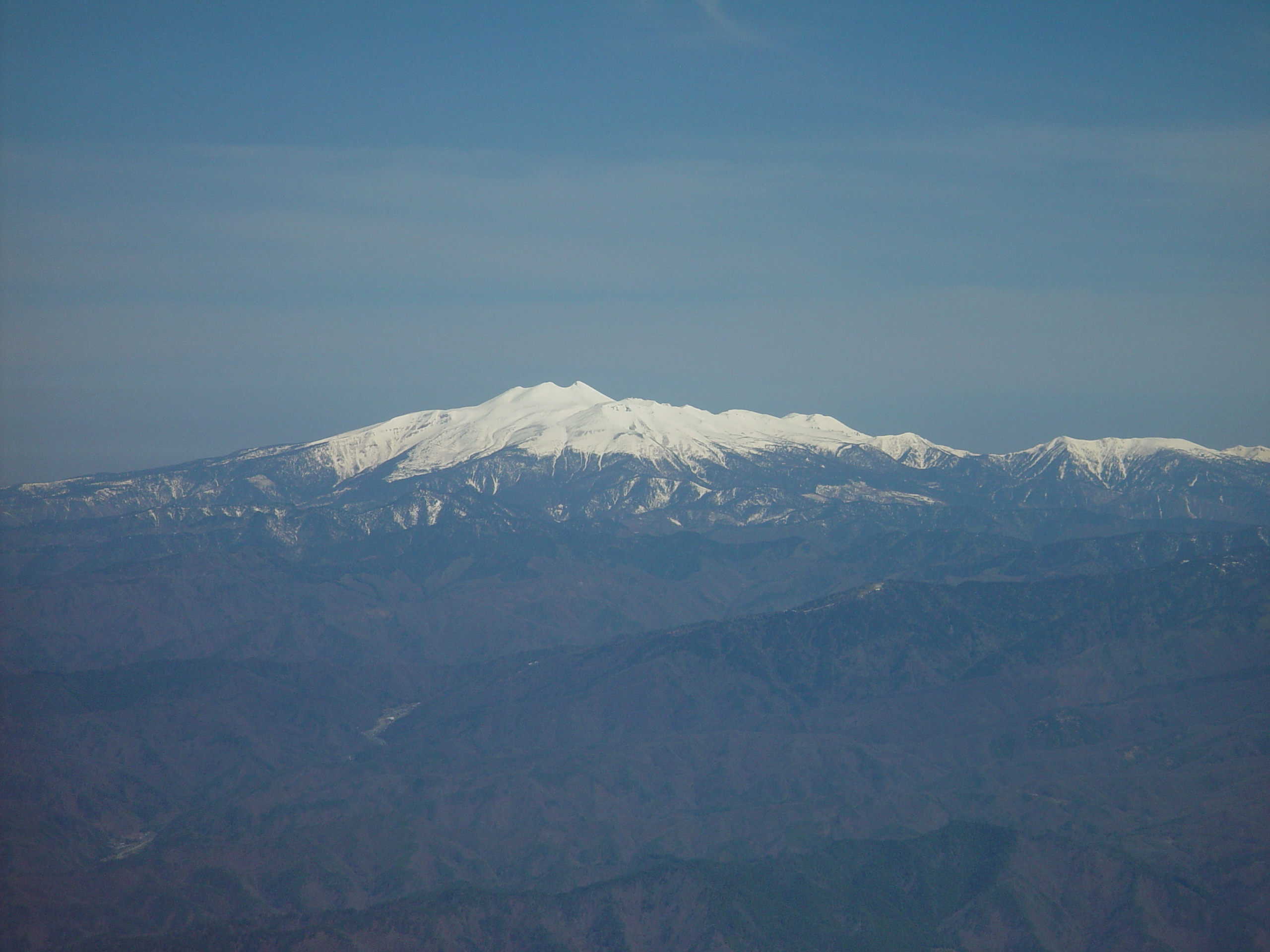
西北西の乗鞍岳
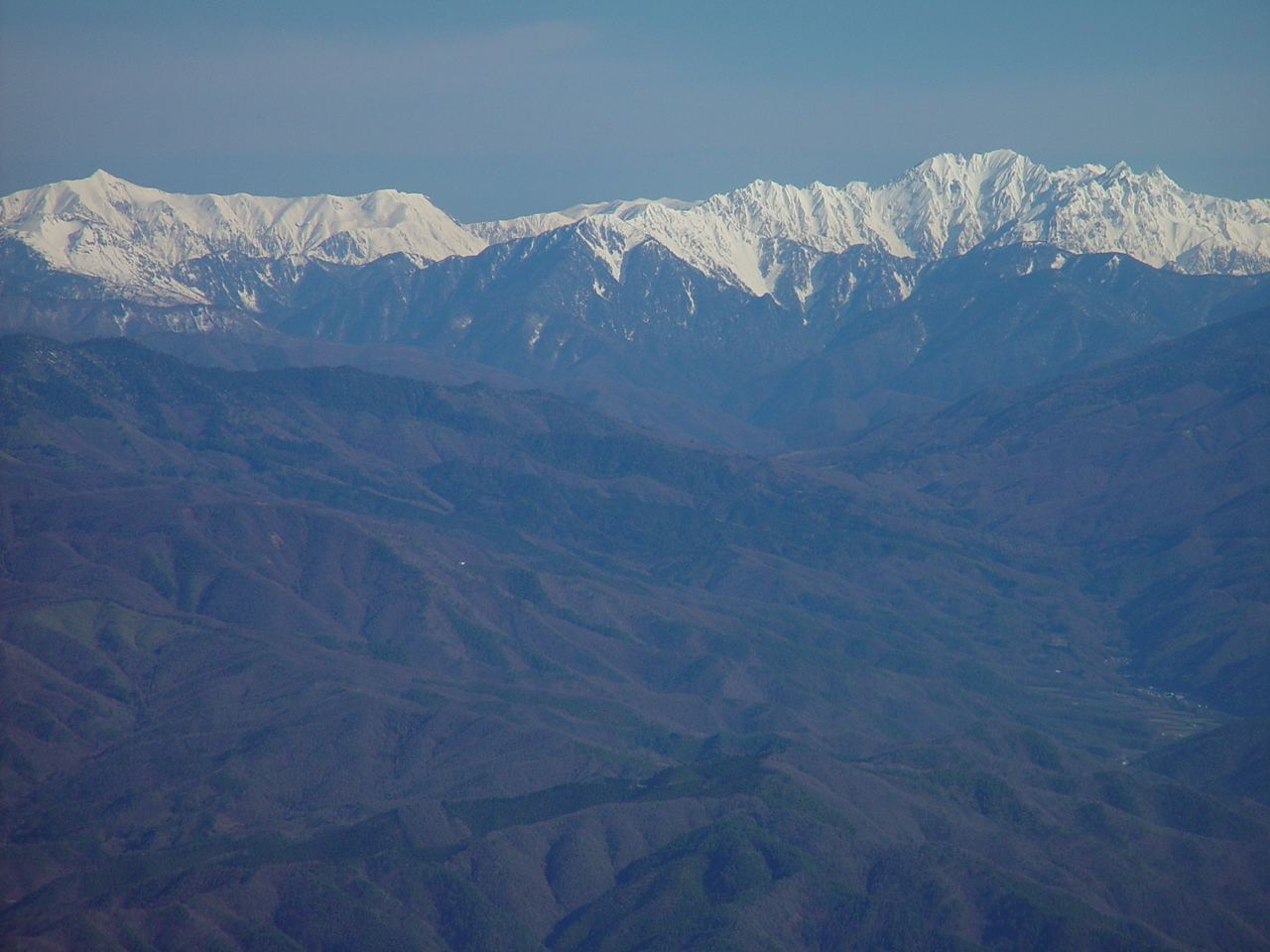
北西の笠ヶ岳と穂高岳
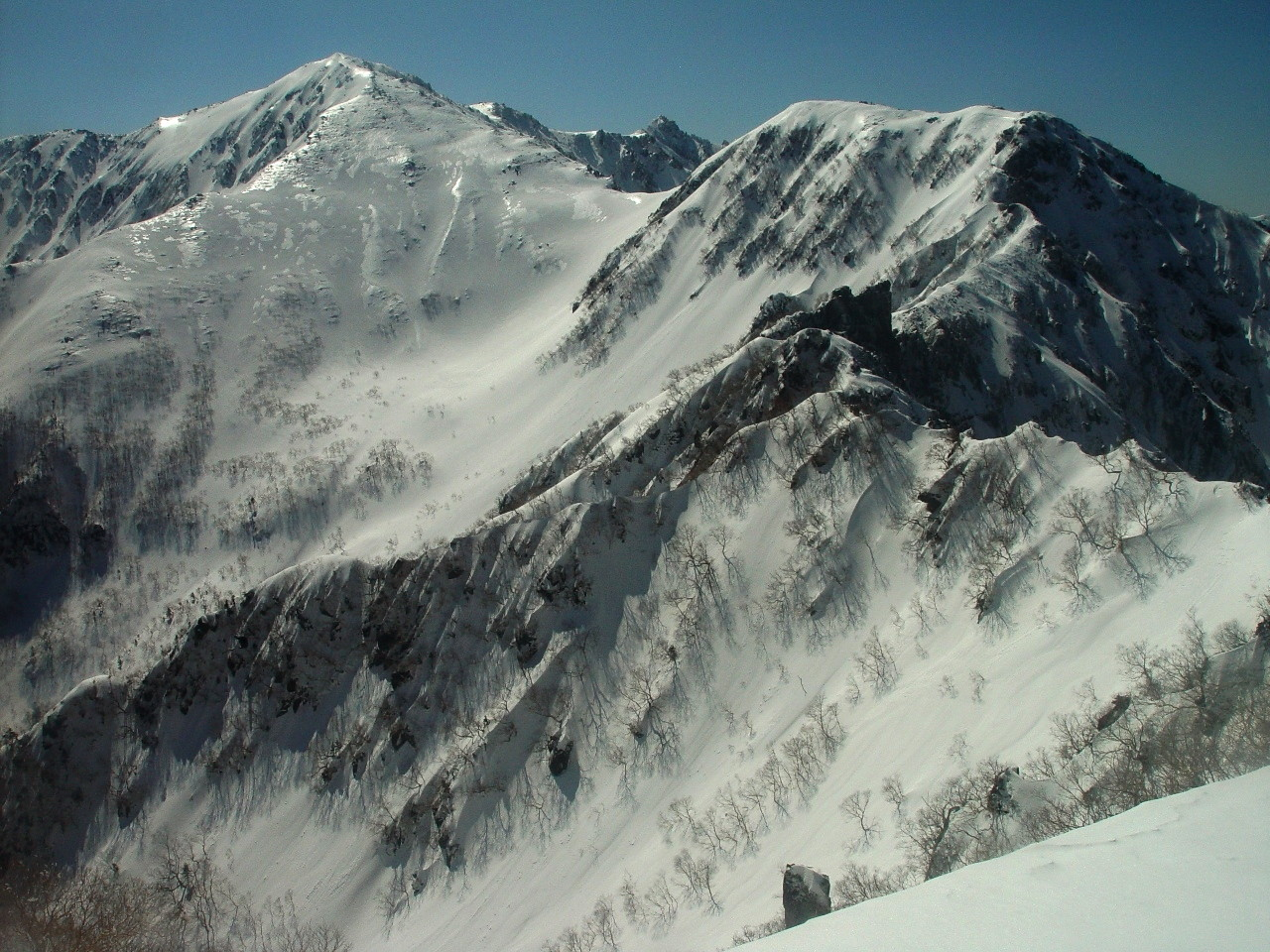
南東の木曽駒ヶ岳と木曽前岳